# Hrymajliv
Hrymajliv (ukrajinsky Гримайлів; rusky Гримайлов, [Grimajlov]; polsky Grzymałów; v jidiš רימאלאוו, [Rimalov]) je městys (ukrajinsky selyšče) v okrese (rajónu) Čortkiv v Ternopilské oblasti na západní Ukrajině.

## Obecné informace
Hrymajliv byl založen roku 1595 a v roce 1956 získal status města. Městem protéká řeka Hnyla. K 1. lednu 2013 byl počet obyvatel 1 947.

## Vyvražďování obyvatel za druhé světové války
Městys byl obsazeno Němci během druhé světové války, mezi lety 1941–1944. Roku 1931 byla jeho populace přibližně 4 074, a asi 1 494 z bylo nich židovského původu.
Dne 5. července 1941 bylo zastřeleno a hozeno do jezera kolem 450 Židů. Dále pak bylo 12. října 1941 posláno do tábora Skalat asi 1 700 Židů a 21. října 1941 bylo zavražděno dalších 1  300 Židů. 25. listopadu 1941 bylo okolo 300 Židů z tábora Hrymajliv posláno do jiných táborů, jako jsou Lubochok, Kamenka, Velyki Borky a další, kde byli nejspíše popraveni. Zbývajících 305 Židů bylo převezeno do ghetta Skalat, kde byli zastřeleni v dubnu 1942. Celkově bylo při popravách v Hrymajlivě zastřeleno asi 2 530 lidí.

## Ekonomika
Ve městě se nachází závod na zpracování konzerv „ZAT“ (Hrimajlovské konzervárny).

## Sociální objekty
- Škola.
- Internátní škola.
- Hudební škola.
- Mateřská škola.
- Dům kultury
- Nemocnice

## Lidé z Hrymajliva
- Ivan Puluj (1845–1918), ukrajinský fyzik, vynálezce a vlastenec, který byl raným vývojářem použití rentgenových paprsků pro lékařské zobrazování.[1]
- Jakob Altenberg (1875–1944), který se jako mladý muž přestěhoval do Vídně a nakonec se stal prodejcem Hitlerových maleb (1909–1913).